# Marco Micheli
| (177853) Lumezzane      | 5 de agosto de 2005  |
| (229836) Wladimarinello | 28 de agosto de 2009 |
| (233559) Pizzetti       | 4 de agosto de 2007  |
| (352148) Tarcisiozani   | 4 de agosto de 2007  |

Marco Micheli, nacido en Brescia en 1983, es un astrónomo italiano.

## Semblanza
Diplomado en 2007 en astronomía y astrofísica por la Universidad de Pisa, es autor de una tesis sobre el efecto YORP, doctorándose por la Universidad de Hawái.
Con su equipo del proyecto Pan-STARRS, el 29 de enero de 2011 localizó 19 asteroides, logrando el récord del mayor número de descubrimientos de asteroides identificados en una misma noche.
El Centro de Planetas Menores le acredita el descubrimiento de doce asteroides (8 descubrimientos y 4 codescubrimientos), con avistamientos efectuados entre 2005 y 2010, en parte con la colaboración de Wladimiro Marinello y Gianpaolo Pizzetti.

## Eponimia
- Le ha sido dedicado el asteroide (10277) Micheli.[6]